# محله هوایی دایتز
محله هوایی دایتز (به انگلیسی: Dietz Airpark) یک فرودگاه خصوصی است که یک باند فرود چمن دارد و طول باند آن ۸۰۴ متر است. این فرودگاه در کشور ایالات متحده آمریکا قرار دارد و در ارتفاع ۵۴ متری از سطح دریا واقع شده‌است.